# تپه خولی
تپه خولی مربوط به سده‌های متاخر دوران‌های تاریخی پس از اسلام است و مکانی برای عبادت الاهه ناهید بوده است که در  شهرستان ملایر، بخش جوکار، دهستان جوکار، روستای قوزان واقع شده و این اثر در تاریخ ۷ اسفند ۱۳۸۶ با شمارهٔ ثبت ۲۱۶۴۸ به‌عنوان یکی از آثار ملی ایران به ثبت رسیده است.